# Кембридж-Северный
Железнодорожная станция Кембридж-Северный (англ. Cambridge North railway station) — железнодорожная станция в городе Кембридж (графство Кембриджшир, регион Восточная Англия), одна из двух станций в городе (другая — станция Кембридж. Расположенная в пригороде Кембриджа Честертон, рядом с Кембриджским научным парком и приблизительно в 4 километрах (2,5 мили) к северу от главной городской станции Кембридж.

## История
Первые предложения о строительстве новой станции на севере Кембриджа появились в Структурном плане развития Кембридшира и Питерборо: её открытие рассматривалось как поддержка развития Кембриджа в северном направлении путем обеспечения интегрированной транспортной сети. Станция, в частности, должна была обеспечивать альтернативную транспортную возможность добраться до Кембриджского научного парка и связь новых северных районов с центром Кембриджа.
18 декабря 2013 года Городской совет Кембриджа одобрил строительство станции. Работы начались в июле 2014 года, со строительства ответвления Кембриджширского направляемого автобуса к месту будущей станции.
21 мая 2017 года новая станция приняла первых пассажиров. Официальное открытие станции было провозглашено 17 августа 2017 года государственным секретарем по вопросам транспорта Великобритании Крисом Грэйлингом.

## Обслуживаемые направления и маршруты
На станции останавливаются поезда операторов Great Northern и Greater Anglia. Поезда компании CrossCountry, а также ряд экспрессных поездов двух вышеназванных операторов, останавливающихся на станции Кембридж, на станции Кембридж-Северный не останавливаются.

### Южное направление
- 4 поезда в час до станции Кембридж, из которых
  - 1 поезд в час, отправляющийся от станции Норидж, следует только до станции Кембридж;
  - 3 поезда следуют дальше:
    - 2 поезда в час до станции Лондон-Кингс-Кросс, один экспресс и один со всеми остановками;
    - 1 поезд в час до станции Лондон-Ливерпуль-стрит.

### Северное направление
- 2 поезда в час по Линии Фен до станции Или, из которых:
  - 1 поезд в час следует дальше по Линии Брекленд до станции Норидж.